# Georges Heylen van Oirland
Baron Georges Heylen van Oirland (Herentals, 1911 - 1 november 1995) bijgenaamd de filmbaron was eind 20ste eeuw directeur-generaal van de Rex-cinema’s in Antwerpen.

## Biografie
Georges Heylen was van Herentals maar groeide op in Antwerpen, waar zijn vader natiebaas was. Eind van de jaren dertig belandde hij toevallig in de bioscoopwereld toen een schuldenaar hem niet kon terugbetalen. Als alternatief aanvaardde hij de aandelen van cinema Rex.
De volgende decennia bouwde Heylen in Antwerpen het Rex-concern filmimperium uit met op een zeker moment een 50-tal bioscoopzalen. Zelf zei hij dat het concern geen rechtspersoonlijkheid had, maar een verzameling van kleinere ondernemingen en belangen was. Met de oprichting van distributiebedrijf Excelsior-Films kon hij een boycot van de Amerikaanse distributeurs breken.
Begin 1990 kreeg hij de titel van baron. De jaren nadien kwam het Rex-concern in verval en eindigde het verhaal met een faillissement begin september 1993, mede door de komst van Metropolis.

## Bioscoopzalen
- Antwerpen

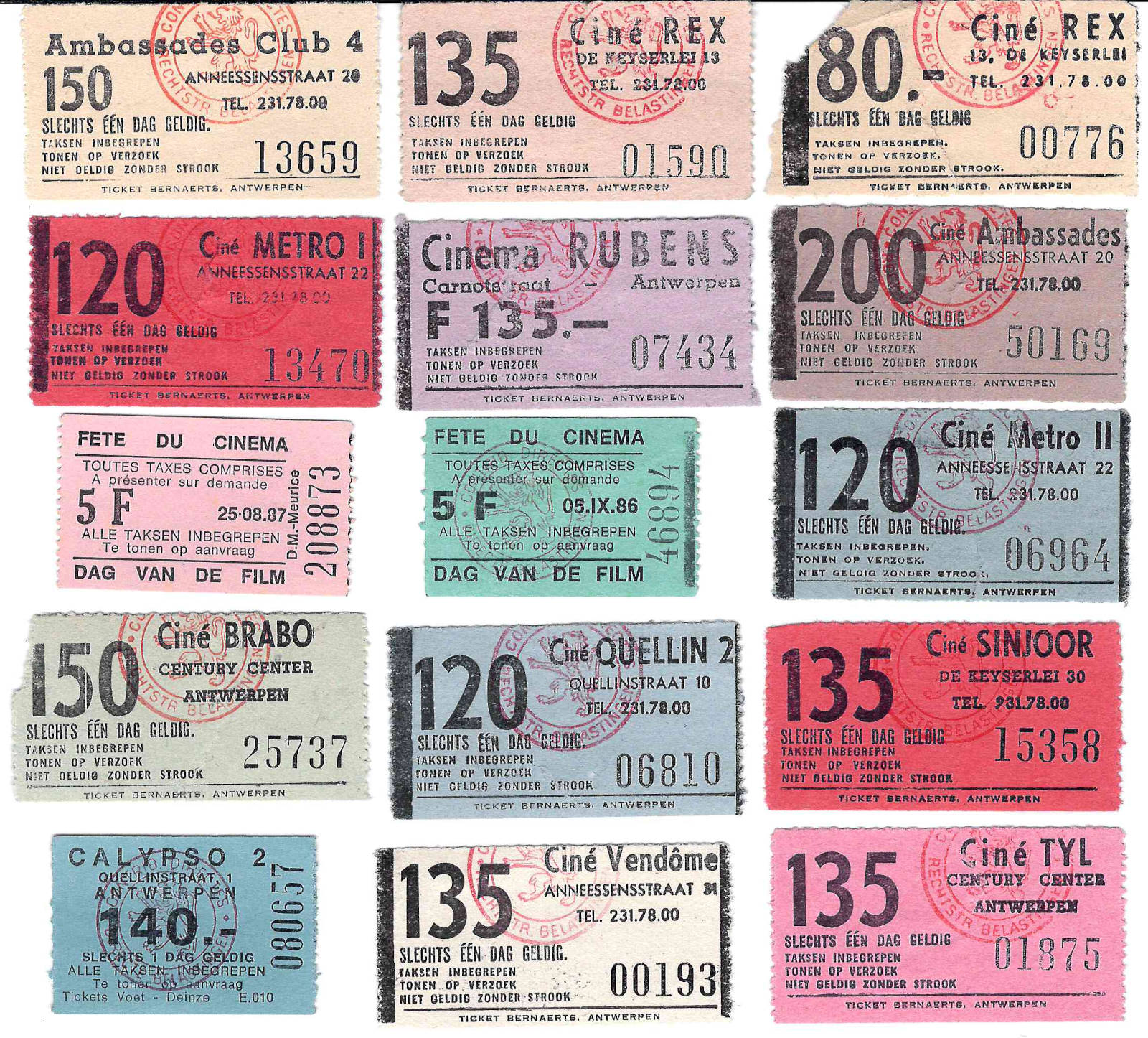
inkomkaartjes van onder meer enkele bioscopen van Georges Heylen

  - Ambassades - Club 1-2-3-4 - Sinjoor
  - Astra
  - Astrid
  - Brabo
  - Capitole
  - Century
  - Festa
  - Metro 1-2 - Scala
  - Monty
  - Odeon - Studio 48
  - Odeon 1-2-3-4
  - Berchem Palace
  - Quellin 1-2-3
  - Rex
  - Roma
  - Rubens
  - Savoy - Kursaal - Cafe Arabe
  - Sinjoor - Pathe - Eldorado - Kruger
  - Tijl
  - Vendôme
  - Victory
  - Wapper
- Brugge
  - Memlinc
  - Van Eyck
  - zalen van het Zwart Huis.